# Rio das Ostras
Rio das Ostras, amtlich portugiesisch Município de Rio das Ostras, ist eine am Atlantik gelegene Stadt im Bundesstaat Rio de Janeiro in Brasilien. Sie befindet sich 170 km nordöstlich von Rio und hat etwa 146.000 Einwohner (2018).

## Kultur
Seit 2003 findet hier im Juni das viertägige Rio das Ostras Jazz & Blues Festival statt, das als eines der besten Jazz- und Blues-Festivals in Brasilien gilt.

## Persönlichkeiten
- Luis Verdini (* 1995), Fußballspieler